# PDIK1L
PDIK1L (англ. PDLIM1 interacting kinase 1 like) – білок, який кодується однойменним геном, розташованим у людей на 1-й хромосомі. Довжина поліпептидного ланцюга білка становить 341 амінокислот, а молекулярна маса — 38 546.
| 10         |  | 20         |  | 30         |  | 40         |  | 50         |
| ---------- |  | ---------- |  | ---------- |  | ---------- |  | ---------- |
| MVSSQPKYDL |  | IREVGRGSYG |  | VVYEAVIRKT |  | SARVAVKKIR |  | CHAPENVELA |
| LREFWALSSI |  | KSQHPNVIHL |  | EECILQKDGM |  | VQKMSHGSNS |  | SLYLQLVETS |
| LKGEIAFDPR |  | SAYYLWFVMD |  | FCDGGDMNEY |  | LLSRKPNRKT |  | NTSFMLQLSS |
| ALAFLHKNQI |  | IHRDLKPDNI |  | LISQTRLDTS |  | DLEPTLKVAD |  | FGLSKVCSAS |
| GQNPEEPVSV |  | NKCFLSTACG |  | TDFYMAPEVW |  | EGHYTAKADI |  | FALGIIIWAM |
| LERITFIDTE |  | TKKELLGSYV |  | KQGTEIVPVG |  | EALLENPKME |  | LLIPVKKKSM |
| NGRMKQLIKE |  | MLAANPQDRP |  | DAFELELRLV |  | QIAFKDSSWE |  | T          |

A: Аланін

C: Цистеїн

D: Аспарагінова кислота

E: Глутамінова кислота

F: Фенілаланін

G: Гліцин

H: Гістидин

I: Ізолейцин

K: Лізин

L: Лейцин

M: Метіонін

N: Аспарагін

P: Пролін

Q: Глутамін

R: Аргінін

S: Серин

T: Треонін

V: Валін

W: Триптофан

Кодований геном білок за функціями належить до трансфераз, кіназ, серин/треонінових протеїнкіназ. 
Білок має сайт для зв'язування з АТФ, нуклеотидами. 
Локалізований у ядрі.